# José Bermejo López
José Bermejo López (1894-1971) va ser un militar i administrador colonial espanyol.

## Biografia
Va néixer en 1894 en Cartagena. A primerenca edat va entrar a l'Exèrcit, on va realitzar la seva carrera professional. El juliol del 1936 era interventor de la càbila de Tensaman, en el protectorat espanyol del Marroc. Després de l'esclat de la revolta militar, Bermejo es va unir a la rebel·lió i posteriorment participaria en la Guerra civil.
Al maig de 1940, ostentant el rang de coronel, va ser nomenat Governador político-militar d'Ifni i Sàhara. Durant el temps que va exercir el càrrec, va realitzar una important labor a la zona, sobre la qual no feia molt que Espanya havia començat a organitzar la seva administració: Bermejo va establir la capital administrativa a Sidi Ifni i va dividir el territori del Sàhara en tres districtes. També va crear en 1945 el setmanari A. O. E. —sigles de «Àfrica Occidental Espanyola»—, que d'ara endavant anava a convertir-se en la principal publicació periòdica de la zona. En 1946 el govern franquista va fer una reforma administrativa dels territoris africans, que van passar a constituir l'Àfrica Occidental Espanyola. Bermejo va continuar en el seu lloc —ara com a governador de l'Àfrica Occidental Espanyola—, mantenint-se en el càrrec fins a 1949.
Posteriorment va estar destinat en la Alta Comissaria d'Espanya al Marroc, on va ocupar diversos càrrecs com subdelegat d'Afers Indígenes o delegat d'Educació i Cultura. En 1958 va ser nomenat conseller d'informació en l'ambaixada espanyola a Tunísia, càrrec que va ocupar fins a 1965.